# La Boissière (Calvados)
La Boissière é uma comuna francesa na região administrativa da Normandia, no departamento de Calvados. Estende-se por uma área de 2,02 km². Em 2010 a comuna tinha 198 habitantes (densidade: 98 hab./km²).